# Ганцевичский район
Га́нцевичский район (бел. Га́нцавіцкі раён) — административная единица на северо-востоке Брестской области Республики Беларусь. Административный центр — город Ганцевичи.
Численность населения — 23 870 человек (на 1 января 2025 года).

## Геральдика
Герб зарегистрирован в Гербовом матрикуле Республики Беларусь 29 января 1998 года № 34. Утверждён решением Ганцевичского районного исполнительного комитета 27 января 1998 года № 74 и решением Ганцевичского районного Совета депутатов 30 января1998 года № 52.

## География
Территория 1710 км² (9-е место среди районов). 
Водные ресурсы: водохранилище Локтыши, реки Бобрик, Цна, Лань, Нача. Имеется болото Галь с торфоразработками.
Ганцевичский район граничит с Ляховичским, Ивацевичским, Пинским, Лунинецким районами Брестской области, а также с Клецким и Солигорским районами Минской области на востоке.

## История
Город Ганцевичи основан в 1898 году. Своим развитием во многом обязан строительству железной дороги Барановичи — Ганцевичи — Лунинец в 1884 году.
Ганцевичский район образован 15 января 1940 года. Расположен на северо-востоке Брестской области, граничит с Лунинецким, Пинским, Ивацевичским, Ляховичским районами Брестской области, Клецким и Солигорским районами Минской области.
Территория района была освоена ещё 4—5 тысяч лет до н. э.
Под охраной государства находится более 100 курганов-могильников X—XI веков. Первые деревни (Чудин, Будча) появились в XV—XVI веках. В своё время земли входили в состав Туровского и Пинского княжеств, Великого Княжества Литовского и Речи Посполитой, с конца XVIII века в составе Российской империи.
В районе имеются 36 памятников истории, 10 археологии, 4 архитектуры, в том числе: Спасо-Преображенская церковь д. Будча, Георгиевская церковь д. Большие Круговичи, усадебный дом д. Огаревичи, Юрьевская церковь д. Чудин.
Край богат революционными и боевыми традициями. В течение 1917—1920 годов здесь трижды устанавливалась Советская власть. С 1921 по 1939 годы территория района находилась в составе Польши.
Наиболее трагическая страница истории — Великая Отечественная война. За годы войны были расстреляны, сожжены живыми и повешены 8725 человек — каждый четвёртый житель. Почти 5 тысяч уроженцев Ганцевщины сражались с немецко-фашистскими захватчиками на фронтах и в партизанских отрядах. 1330 человек за ратные подвиги удостоены орденов и медалей, 1130 — не вернулись к родным порогам, погибли или пропали без вести.
В послевоенные годы в территориально-административном устройстве района происходит ряд изменений. С 1954 года городской посёлок Ганцевичи — центр района в Брестской области (до этого — в Пинской области). В 1962—1966 годах он входит в состав Ляховичского района. 
25 декабря 1962 года Ганцевичский район, за исключением Мальковичского сельского Совета и населённых пунктов: Большой Рожан, Боровая, Добрая Лука, Красные Хутора и Новый Рожан, передан в состав образованного Ляховичского района; Мальковичский сельский Совет Ганцевичского района передан в состав образованного Лунинецкого района, 
6 декабря 1973 года Ганцевичам присвоен статус города.
Во время боевых действий в Афганистане в 1979—1989 гг в них участвовали 97 жителей района, двое геройски погибли, посмертно награждены орденами Красной Звезды.
20 октября 1995 года административные единицы Ганцевичский район и город Ганцевичи, имеющие общий административный центр, объединены в одну административную единицу — Ганцевичский район.

## Административное деление
В составе района 8 сельсоветов:
- Денисковичский
- Любашевский
- Люсинский
- Мальковичский
- Начский
- Огаревичский
- Хотыничский
- Чудинский

## Население
Численность населения — 23 870 человек (на 1 января 2025 года), в том числе городское — 13 248 человек (Ганцевичи — 13 248 человек), сельское — 10 622 человек.
Население района составляет 24 774 человека (на 1 января 2023 года), в том числе в городских условиях живут 13 486 человек.
| Численность населения (по годам) | Численность населения (по годам) | Численность населения (по годам) | Численность населения (по годам) | Численность населения (по годам) | Численность населения (по годам) | Численность населения (по годам) | Численность населения (по годам) | Численность населения (по годам) | Численность населения (по годам) | Численность населения (по годам) |
| 1996                             | 2001                             | 2002                             | 2003                             | 2004                             | 2005                             | 2006                             | 2007                             | 2008                             | 2009                             | 2010                             |
| -------------------------------- | -------------------------------- | -------------------------------- | -------------------------------- | -------------------------------- | -------------------------------- | -------------------------------- | -------------------------------- | -------------------------------- | -------------------------------- | -------------------------------- |
| 37 900                           | ▼35 889                          | ▼35 455                          | ▼34 974                          | ▼34 595                          | ▼33 913                          | ▼33 291                          | ▼32 682                          | ▼32 155                          | ▼31 703                          | ▼31 128                          |
| 2011                             | 2012                             | 2013                             | 2014                             | 2015                             | 2016                             | 2017                             | 2018                             | 2019                             | 2020                             | 2021                             |
| ▼30 546                          | ▼29 943                          | ▼29 438                          | ▼28 995                          | ▼28 502                          | ▼27 822                          | ▼27 435                          | ▼27 084                          | ▼26 662                          | ▼26 295                          | ▼25 862                          |
| 2022                             | 2023                             | 2024                             | 2025                             |                                  |                                  |                                  |                                  |                                  |                                  |                                  |
|                                  | ▼24 774                          |                                  | ▼23 870                          |                                  |                                  |                                  |                                  |                                  |                                  |                                  |

| Национальный состав по переписи 2019 года | Национальный состав по переписи 2019 года | Национальный состав по переписи 2019 года | Национальный состав по переписи 2019 года | Национальный состав по переписи 2019 года | Национальный состав по переписи 2019 года | Национальный состав по переписи 2019 года | Национальный состав по переписи 2019 года | Национальный состав по переписи 2019 года | Национальный состав по переписи 2019 года | Национальный состав по переписи 2019 года |
| Всего (2019)                              | белорусы                                  | белорусы                                  | русские                                   | русские                                   | поляки                                    | поляки                                    | украинцы                                  | украинцы                                  | армяне                                    | армяне                                    |
| ----------------------------------------- | ----------------------------------------- | ----------------------------------------- | ----------------------------------------- | ----------------------------------------- | ----------------------------------------- | ----------------------------------------- | ----------------------------------------- | ----------------------------------------- | ----------------------------------------- | ----------------------------------------- |
| 26 378                                    | 25 088                                    | 95,1 %                                    | 703                                       | 2,67 %                                    | 228                                       | 0,86 %                                    | 213                                       | 0,81 %                                    | 25                                        | 0,09 %                                    |
|                                           |                                           |                                           |                                           |                                           |                                           |                                           |                                           |                                           |                                           |                                           |
| Национальный состав по переписи 2009 года |                                           |                                           |                                           |                                           |                                           |                                           |                                           |                                           |                                           |                                           |
| Всего (2009)                              | белорусы                                  | белорусы                                  | русские                                   | русские                                   | поляки                                    | поляки                                    | украинцы                                  | украинцы                                  | армяне                                    | армяне                                    |
| 31 170                                    | 29 798                                    | 95,6 %                                    | 679                                       | 2,18 %                                    | 366                                       | 1,17 %                                    | 199                                       | 0,64 %                                    | 26                                        | 0,08 %                                    |
|                                           |                                           |                                           |                                           |                                           |                                           |                                           |                                           |                                           |                                           |                                           |
| Национальный состав по переписи 1959 года |                                           |                                           |                                           |                                           |                                           |                                           |                                           |                                           |                                           |                                           |
| Всего (1959)                              | белорусы                                  | белорусы                                  | поляки                                    | поляки                                    | русские                                   | русские                                   | украинцы                                  | украинцы                                  | евреи                                     | евреи                                     |
| 35 891                                    | 33 377                                    | 93 %                                      | 1190                                      | 3,32 %                                    | 971                                       | 2,71 %                                    | 212                                       | 0,59 %                                    | 68                                        | 0,19 %                                    |

На 1 января 2021 года 18,6 % населения района было в возрасте моложе трудоспособного, 53,6 % — в трудоспособном, 27,8 % — старше трудоспособного. Коэффициент рождаемости в 2017 году — 11,2, смертности — 16,2. В 2020 году в районе было заключено 129 браков (4,9 на 1000 человек) и 66 разводов (2,5).

## Транспорт
Филиал «Автомобильный парк № 7 г. Ганцевичи» ОАО «Брестоблавтотранс». Виды деятельности — пассажирские и грузовые перевозки, ремонт и техническое обслуживание автомобилей, услуги платной автостоянки, сдача в аренду неиспользуемых помещений.
УТП «Ганцевичская автобаза ОАО «Водстройавтотранс». Виды деятельности — грузовые перевозки, ремонт и техническое обслуживание автомобилей.
Железнодорожный вокзал.
На территории района проходит линия Белорусской железной дороги с севера на юг. В районе функционирует 2 автотранспортных предприятия, имеется автостанция, железнодорожная станция.
| Автодороги проходящие через Ганцевичский район | Обозначения |
| ---------------------------------------------- | ----------- |
| Клецк — Синявка — Ганцевичи — Лунинец          | Р13         |
| Ганцевичи — Логишин                            | Р105        |

## Экономика
Выручка от реализации продукции, товаров, работ, услуг за 2020 год составила 196,7 млн рублей (около 79 млн долларов), в том числе 57,6 млн рублей пришлось на сельское, лесное и рыбное хозяйство, 74,7 млн на промышленность, 15,6 млн на строительство, 45,1 млн на торговлю и ремонт.
В 2020 году средняя зарплата работников в районе составила 84,8 % от среднего уровня по Брестской области. По этому показателю район находится на предпоследнем месте в Брестской области (ниже — в Столинском районе).

### Промышленность
В Ганцевичах расположены три промышленных предприятия — ОАО «Завод Модуль» (производство труб и конструкций из ПВХ), ОАО «Ганцевичский райагросервис» (переработка семян рапса, ремонт сельскохозяйственной техники) и хлебозавод (филиал ОАО «Берестейский пекарь»).

### Сельское хозяйство
В 2020 году сельскохозяйственные организации района собрали 30,2 тыс. т зерновых и зернобобовых культур при урожайности 24,4 ц/га. По урожайности зерновых район находится на последнем месте в Брестской области. Под зерновые культуры в 2020 году было засеяно 13,1 тыс. га пахотных площадей и под кормовые культуры — 13,3 тыс. га.
На 1 января 2021 года в сельскохозяйственных организациях района содержалось 19,4 тыс. голов крупного рогатого скота, в том числе 6,8 тыс. коров. В 2020 году сельскохозяйственные организации района реализовали 1,8 тыс. т мяса скота и птицы и произвели 36,4 тыс. т молока.

## Спорт
В агрогородке Огаревичи активно развивается конный спорт.

## Культура и образование
Сеть учреждений культуры составляют:
- Городской Дом культуры
- 10 сельских домов культуры
- 10 сельских клубов
- 6 клубов-библиотек
- 1 библиотека-клуб
- 1 автоклуб
- 3 дома социально-культурных услуг
- Дом народного творчества д. Ганцевичи
- Районный Дом ремёсел в г. Ганцевичи
- Ганцевичский районный краеведческий музей[25] (в 2016 году — 3,5 тыс. музейных предметов основного фонда, 7,8 тыс. посетителей[26])
- Детская школа искусств
- 21 публичная библиотека
- Киновидеоцентр

В 2020 году в районе насчитывалось 16 учреждений дошкольного образования, которые обслуживали 1048 детей. В 18 школах в 2020/2021 учебном году обучались 3268 детей, учебный процесс обеспечивали 466 учителей. Действует Ганцевичский государственный аграрный колледж (ранее-профессиональный лицей сельскохозяйственного производства).

### Музеи
- Ганцевичский районный краеведческий музей в Ганцевичи
- Литературно-этнографический музей имени Якуба Коласа на базе Люсинского детского сада-средней школы в агрогородке Люсино
- Библиотека-музей в агрогородке Мальковичи
- Историко-краеведческий музей в д. Денисковичи
- Литературный музей имени М. М. Рудковского Островской СШ в агрогородке Остров
- Музей крестьянского двора в д. Ганцевичи Любашевского сельсовета

## Достопримечательности
- Бывшая усадьба рода Подаревских в г. Ганцевичи
- Аллея письменности в г. Ганцевичи
- Благовещенский костёл в г. Ганцевичи
- Свято-Тихоновская церковь в г. Ганцевичи
- В урочище Горки размещён целый рекреационный кластер — лыже-роллерная трасса, спортивные площадки, трасса для кросс-кантри. Также здесь на летней площадке, возле Кургана Славы, проходят различные культурные мероприятия
- Часовня-усыпальница Вендорфов (XIX в.) в д. Ясенец
- Склеп-усыпальница Еленских (XIX в.) в д. Ясенец
- Бывшая усадьба рода Обуховичей в д. Ясенец
- Фрагменты усадьбы Обуховичей. Часовня-усыпальница Обуховичей (XVIII в.) в д. Большие Круговичи
- Дуб-великан в д. Большие Круговичи
- Фрагменты усадьбы Юлино (вторая половина XIX — начало XX века) в д. Шашки
- Свято-Владимирская церковь в агрогородке Огаревичи
- Усадьба Свержинских-Опацких (XIX в.) в агрогородке Огаревичи
- Свято-Успенский храм в агрогородке Хотыничи
- В урочище Гряда, в 1,5 км на восток от агрогородка Мальковичи, размещается мемориальный знак на месте расстрела мирных жителей
- В урочище Запропасть на месте хутора, где родился поэт Иван Пилипович Логвинович установлен памятный знак (около агрогородка Мальковичи)
- В урочище Юлино древний курган, фрагменты бывшей усадьбы — парк, въездная брама, пруд и погреб
- Свято-Успенская церковь в урочище Избийский Бор. Расположен по дороге из Денисковичей в Будчу
- Бывшая усадьба Подбелых в д. Любашево
- Фрагменты бывшей усадьбы Пилявских (XIX в.). Липовая аллея в д. Начь
- Церковь Михаила Архангела (1870 г.) д. Начь
- Деревянная мельница (XX в.) в агрогородке Куково
- Урочище Людвиково. Расположено между д. Будча и агрогородком Чудин. Расположены фрагменты штаба батальона КОП «Людвиково»

На территории Ганцевичского района находится 50 памятников истории, археологии и архитектуры. Из них 10 археологических, 36 исторических. 4 — памятники архитектуры.

### Памятники народного деревянного зодчества
- Спасо-Преображенская церковь (1896 г.) в д. Будча
- Георгиевская церковь (1867 г.) в аг. Чудин
- Свято-Георгиевская церковь (XIX в.) в д. Большие Круговичи
- Усадьба, д. Огаревичи, вторая половина XIX в.

Комплекс включает деревянный дом, каменную конюшню и гумно. Вокруг них парк с садом и прудами. Усадьба — памятник эклектической архитектуры. Сейчас здесь размещается кафе, гостиница, работает конно-спортивная школа.

### Памятник, скульптура
- Памятник — скульптура воина в агрогородке Остров, в д. Денисковичи, в д. Будча
- Памятный знак на месте гибели польского военного деятеля, полковника Болеслава Эусебиуша Мосцицкого. Расположен около д. Денисковичи
- Скульптурная композиция солдат и партизан в агрогородке Куково
- Памятный знак в честь основания города Ганцевичи
- Памятный знак Дню белорусской письменности в г. Ганцевичи
- На 7-м километре дороги Ганцевичи — Хотыничи располагается памятный знак на месте массового уничтожения местных мирных жителей — 12 августа 1941 года
- Памятный знак в д. Малые Круговичи на месте дома, где родился и вырос поэт Виктор Константинович Гордей (2017)

### Памятник природы, заказник
- Выгонощанское — ландшафтный заказник республиканского значения (частично Ивацевичский и Ляховичский районы)
- Подвеликий Мох — республиканский гидрологический заказник
- Еловский заказник — биологический заказник

## СМИ
- «Савецкае Палессе»[30] — старейшая общественно-политическая газета Ганцевичского района, издаётся с 1 августа 1945 года. В структуру входит радиовещание «Раённыя будні».